# Nojim Maiyegun
Nojim Maiyegun (ur. 17 lutego 1941 w Lagos, zm. 26 sierpnia 2024 w Wiedniu) – nigeryjski bokser, wagi lekkośredniej i średniej, brązowy  medalista olimpijski z 1964.
Na igrzyskach olimpijskich w 1964 w Tokio zdobył brązowy medal w wadze lekkośredniej po wygraniu trzech walk i porażce w półfinale z Josephem Gonzalesem z Francji. W 1966 zdobył brązowy medal w wadze lekkośredniej Igrzysk Imperium Brytyjskiego i Wspólnoty Brytyjskiej 1966 w Kingston.
W 1971 przeszedł na zawodowstwo. Walczył w latach 1971–1973 w wadze średniej. Stoczył 16 walk, z których wygrał 12, przegrał 4.